# كام ويافر
كام ويافر (بالإنجليزية: Cam Weaver)‏ (10 يونيو 1983 بكينت في الولايات المتحدة - ) هو لاعب كرة قدم أمريكي في مركز الهجوم. لعب مع سان خوسيه إيرثكويكس وسياتل ساوندرز ونادي هاوغسوند وهيوستن دينامو وSeattle Sounders (1994–2008) ‏ وKalamazoo Kingdom ‏.

## وصلات خارجية
- كام ويافر على موقع الدوري الأمريكي (الإنجليزية)
- كام ويافر على موقع قاعدة بيانات كرة القدم.إي يو (الإنجليزية)
- كام ويافر على موقع Soccerway.com (الإنجليزية)